# Asger Jorn
Asger Jorn, geboren als Asger Oluf Jørgensen (Vejrum bij Struer, 3 maart 1914 – Aarhus, 1 mei 1973) was een Deens kunstschilder, schrijver en filosoof. Hij was een van de hoofdfiguren van de Cobrabeweging.

## Biografie
Asger Jorn was de tweede van zes kinderen van de leraren Lars Peter Jørgensen en Maren Nielsen. Zijn vader was een fundamentalistische christen, die bij een auto-ongeluk omkwam toen Asger 12 jaar oud was. Zijn moeder was ook een gelovig christen, maar liberaler. De zware christelijke invloed had een negatief effect op Asger, die begon te rebelleren tegen allerlei vormen van autoriteit. Zijn jongere broers waren de schilder-dichter Jørgen Nash (die in 1964 het beroemde beeld De kleine zeermeermin onthoofdde) en de keramist Vagn Ove Jorn. 
In 1929, toen hij 15 jaar was, werd tuberculose bij hem vastgesteld. Hij bracht voor herstel drie maanden door aan de westkust van Jutland. Op 16-jarige leeftijd raakte hij beïnvloed door de ideeën van de 19e-eeuwse lutherse theoloog N.F.S. Grundtvig die gepleit had voor een nieuw elan van de Deense nationale identiteit. Asger werd ingeschreven in het Vinthers Seminarium, een lerarenopleiding in Silkeborg, waar hij een cursus in 19e-eeuwse Scandinavische opvattingen volgde. Rond deze tijd begon hij ook te schilderen. Hij was werd Jorn onderwerp van een aantal olieverfschilderijen van de schilder Martin Kaalund-Jørgensen, die Jorn aanmoedigde zich in deze kunstvorm te ontwikkelen.

### Begin carrière
Nadat hij in 1935 was afgestudeerd schreef de directeur van het Vinters Seminarium dat hij 'een buitengewoon rijke persoonlijke ontwikkeling en rijpheid' had bereikt - in het bijzonder vanwege zijn brede belezenheid in gebieden buiten de thema's die nodig zijn voor zijn studie. Reeds op het college trad hij toe tot de kleine Silkeborgse tak van de Deense Communistische Partij en kwam onder de directe invloed van Christian Christensen. Jorn zou later schrijven dat die een tweede vader voor hem was geworden.
In 1936 had hij genoeg geld bijeen geschraapt en reisde hij (op een BSA-motor) naar Parijs om student van Wassily Kandinsky te worden. Die bleek in zulke behoeftige omstandigheden te verkeren dat hij nauwelijks in staat was zijn schilderijen te verkopen. Jorn besloot daarop zich op de Académie contemporaine van Fernand Léger in te schrijven. In deze periode wendde hij zich af van figuratieve schilderkunst en bekeerde hij zich tot abstracte kunst. In 1937 trad hij in dienst van Le Corbusier waarbij hij mocht werken aan het Palais des Temps Nouveaux voor de wereldtentoonstelling van 1937 van Parijs. Hij keerde terug naar Denemarken in de zomer van 1937. Van 1937 tot 1942 studeerde hij aan de Koninklijke Deense Kunstacademie in Kopenhagen. Hij reisde opnieuw naar Parijs in de zomer van 1938.

### Tweede Wereldoorlog
De bezetting van Denemarken door nazi-Duitsland was een tijd van diepe crisis voor Jorn, die het pacifisme diep ingeprent had gekregen. De bezetting bezorgde hem een diepe depressie. Vervolgens werd hij een actief communist. Tijdens de oorlog richtte hij samen met architect Robert Dahlmann Olsen de ondergrondse kunstgroep Helhesten ("Het Hellepaard") op en droeg hij bij aan het gelijknamige tijdschrift. In 1941 schreef hij een belangrijk theoretisch essay, Intieme banaliteiten, gepubliceerd in Helhesten, waarin hij stelde dat de toekomst van de kunst kitsch was en dat amateurlandschapsschilderijen zouden worden geprezen als de beste hedendaagse kunst. Jorn was ook de eerste persoon die Franz Kafka in het Deens vertaalde.

### Na de Tweede Wereldoorlog
Na de Tweede Wereldoorlog klaagde Jorn erover dat de kansen voor kritisch denken binnen de context van de communistische arena beperkt waren door wat hij typeerde als een gecentraliseerde burgerlijke politieke controle. Hij vond dit onaanvaardbaar en brak met de Deense Communistische Partij. Toch bleef hij waarde hechten aan een filosofische herziening van de marxistische analyse van het kapitalisme uit het oogpunt van de kunstenaar.

### Cobra
Asger Jorn reisde opnieuw naar Frankrijk, waar hij in 1948 de Cobra-groep oprichtte, samen met de Nederlanders Constant, Corneille en Karel Appel en de Belgen Christian Dotremont en Joseph Noiret uit België. In 1949 werd hij ook lid van het Deense kunstenaarscollectief Spiralen (met onder anderen Mogens Balle en Wilhelm Freddie), dat verwante uitgangspunten had. Jorn werd gezien als een van de belangrijke inspirators binnen Cobra. Hij reisde veel en onderhield de internationale contacten. Zijn werk was te zien op de grote Cobra-tentoonstellingen in Amsterdam (1949) en Luik (1951). Hij keerde verarmd en door tuberculose verzwakt terug naar Denemarken.
Toen Jorn vanwege zijn longtuberculose in een sanatorium in Silkeborg was opgenomen en niet meer kon schilderen, voerde hij veel gesprekken met de Belgische Cobrakunstenaar Christian Dotremont, die ook ziek was geworden en in hetzelfde sanatorium terechtkwam. Dotremont was in die tijd bezig met een boek over kunst, en Jorn schreef over tekens en magische symbolen die bij erediensten werden gebruikt. Onder meer een slang met een opgerolde staart, een motief afkomstig van een gouden hoorn, nam hij in zijn geschriften op.
Jorn, die de betekenis van de kindertekening al vroeg inzag, liet zijn zevenjarige zoon op een deur van het huis in Bregnerød schilderen. De expressie van zijn zoontje inspireerde hem in veel van zijn werken. Samen met Dotremont maakte Jorn een reeks 'peintures-mots': woordschilderingen. Het handschrift als spiegel van de eigen persoonlijkheid boeide Jorn erg en in die zin zag hij schrijven en schilderen als één en dezelfde bezigheid. Tevens maakte Jorn in de Cobraperiode enkele schilderijen met zware vormen en donkere kleuren. Onder de indruk van het dreigende gevaar dat de Koude Oorlog in een nucleair conflict zou kunnen ontaarden, schilderde hij een serie oorlogsvisioenen. Met agressieve dieren, zoals in het schilderij 'Het recht van de adelaar', gaf hij zijn vrees symbolisch weer.
Later schonk Jorn een museum voor moderne kunst aan de Deense stad Silkeborg, het Museum Jorn, in de buurt waar hij opgroeide. Hij stierf in Aarhus op 1 mei 1973. Hij ligt begraven in Grötlingbo, op het Zweedse eiland Gotland.

## Schilderstijl
Jorns eerste werk was expressionistisch. Later ging hij over op het surrealisme en de abstractie. Zijn werk bevat vaak angstaanjagende, mythische wezens. Hij wilde in zijn beeldtaal een verbinding leggen tussen de Noord-Europese oude mythologie en zijn eigen moderne tijd. De dieren waren daarbij een afspiegeling van de wereld van de mensen.
Jorn was een kunstenaar die voortdurend samenwerking en wederzijdse invloed met andere kunstenaars zocht, o.a. met Pierre Alechinsky, Christian Dotremont en met Bram van Velde.

## Schilderijen (selectie)
- Letter to my son, ("Brief aan mijn zoon"), 1956-57
- Døddrukne danskere ("Verdronken Denen"), 1960
- Le Monde perdu ("Verloren Wereld"), 1960, Van Abbemuseum, Eindhoven

## Musea
Het werk van Jorn is te zien in diverse musea, zoals:
- Louisiana Museum of Modern Art, Humlebæk
- Arken, Ishøj
- Funen Kunstmuseum, Odense
- Cobra Museum, Amstelveen
- Guggenheim Museum en Museum of Modern Art, New York
- Koninklijke Musea voor Schone Kunsten van België, Brussel
- Museum Jorn, Silkeborg
- Museo Nacional Centro de Arte Reina Sofía, Madrid
- Peggy Guggenheim Collection, Venetië
- Rijksmuseum Twenthe, Enschede
- Statens Museum for Kunst, Kopenhagen
- Stedelijk Museum voor Actuele Kunst, Gent
- Tate Gallery, Londen
- Van Abbemuseum, Eindhoven
- Museum de Fundatie, Zwolle